# Sentry Hill
Sentry Hill est une montagne de Saint-Martin, le point culminant du territoire. Elle se situe à une altitude de 341 mètres à Cole Bay.